# Freddy Kenton
Freddy Kenton es un cantante de merengue oriundo de la República Dominicana.

## Discografía
- Freddy Kenton (1980), Algar Records
- El Cantinero (1981), Algar Records
- Oh La La (1982), TH Records
- El Bailador (1983), TH Records
- ¡A la Cabeza! (1984), TH Records
- Mataron al Barbarazo (1985), TH Records
- Merengues Calientes (1986), TH Records
- A Gozar (1987), Heavy Records
- ¡Abre Que Voy! (1989), TH Records